# Michael Griffin
Pour les articles homonymes, voir Griffin.

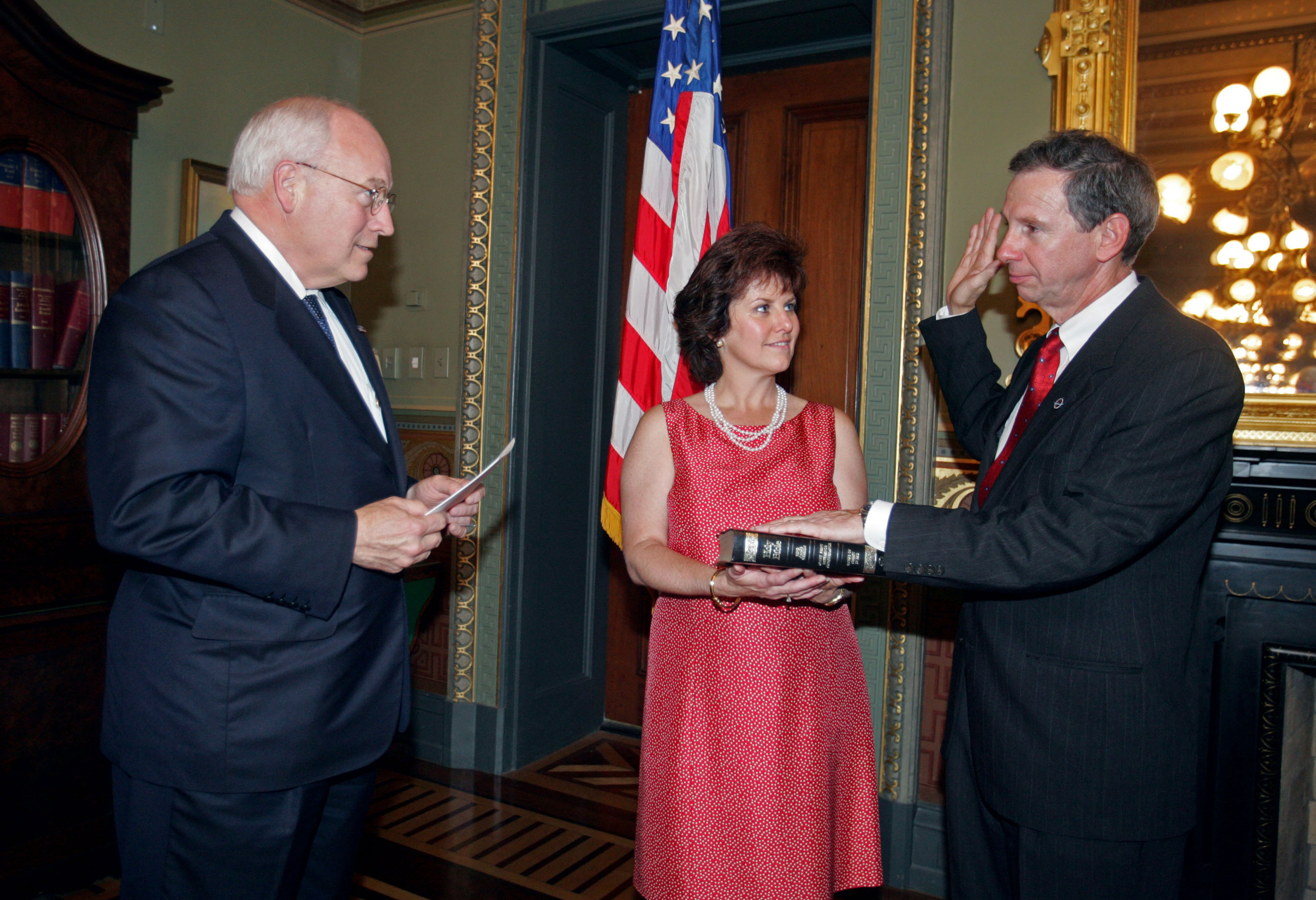
Cérémonie officielle de prise de fonction avec le vice-président des États-Unis Dick Cheney le 28 juin 2005.

Le Dr Michael Douglas Griffin (né le 1er novembre 1949) est un physicien et ingénieur aérospatial américain. Il a été administrateur de la NASA du 13 avril 2005 au 20 janvier 2009.
Il a déjà occupé précédemment plusieurs postes importants dont à l'initiative de défense stratégique et au Jet Propulsion Laboratory. Il possède sept diplômes en science et ingénierie et en prépare un huitième.
Comme chef de l'agence spatiale américaine, le Dr Griffin déterminait le futur de la navette spatiale américaine et de son remplaçant l'Orion, le devenir du télescope spatial Hubble, le rôle de la NASA dans la compréhension du réchauffement climatique et l'avenir de l'exploration spatiale en général.
Il est depuis le 19 février 2018 sous-secrétaire à la Défense chargé de la recherche et de l'ingénierie.